# Hofanlage Mahlen 3

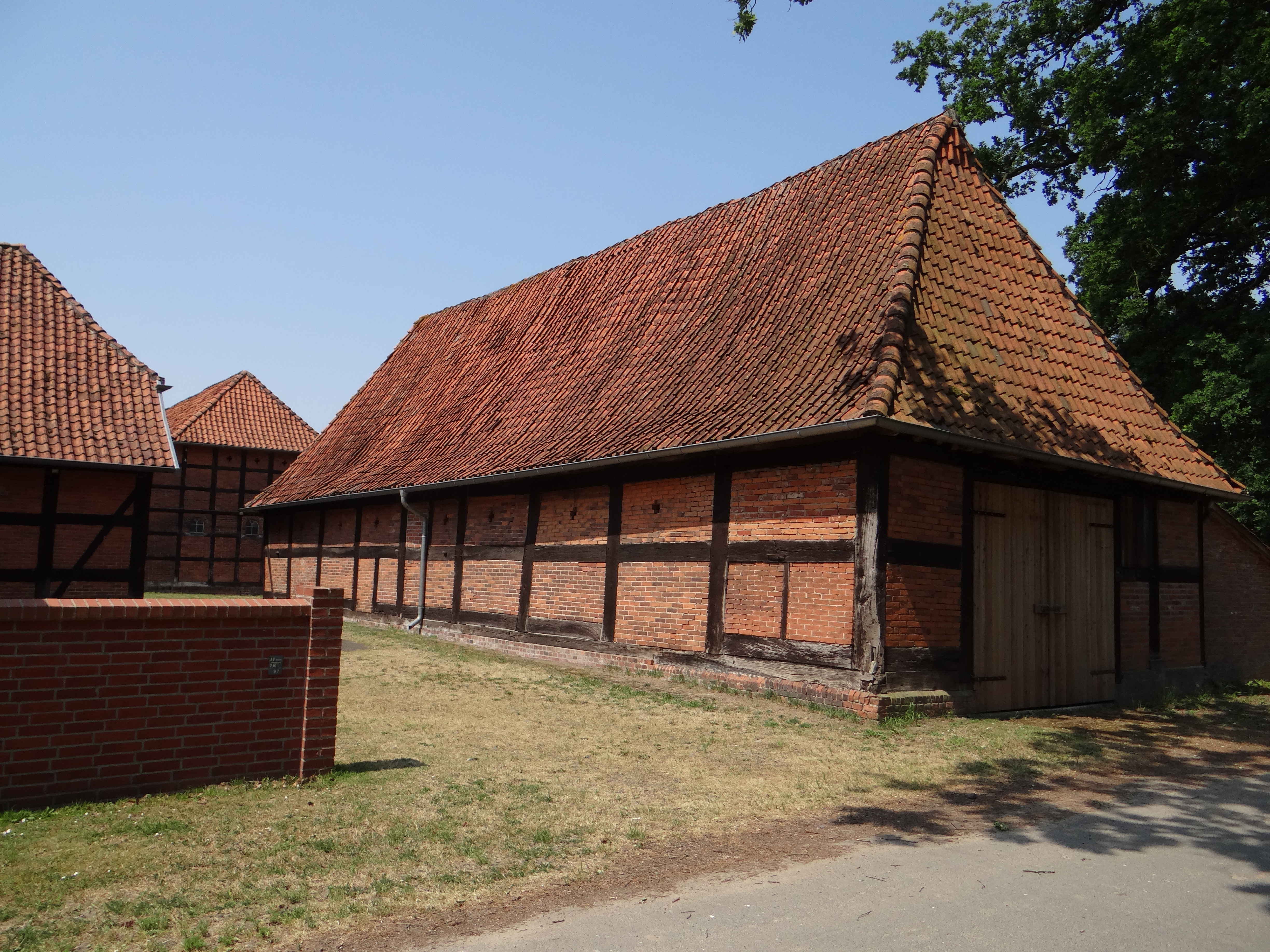
Östlicher Stall, an der Straße

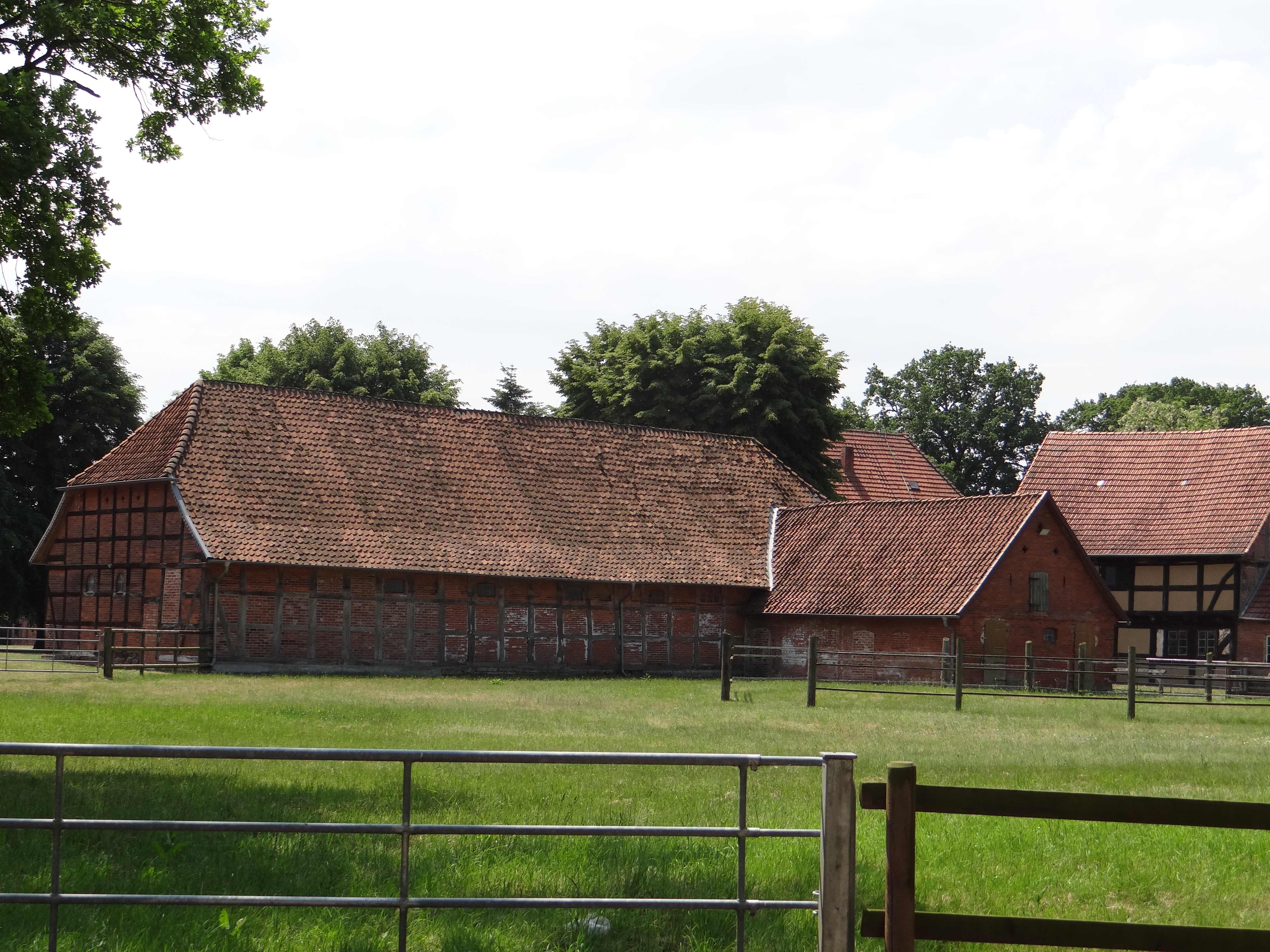
Westlicher Stall

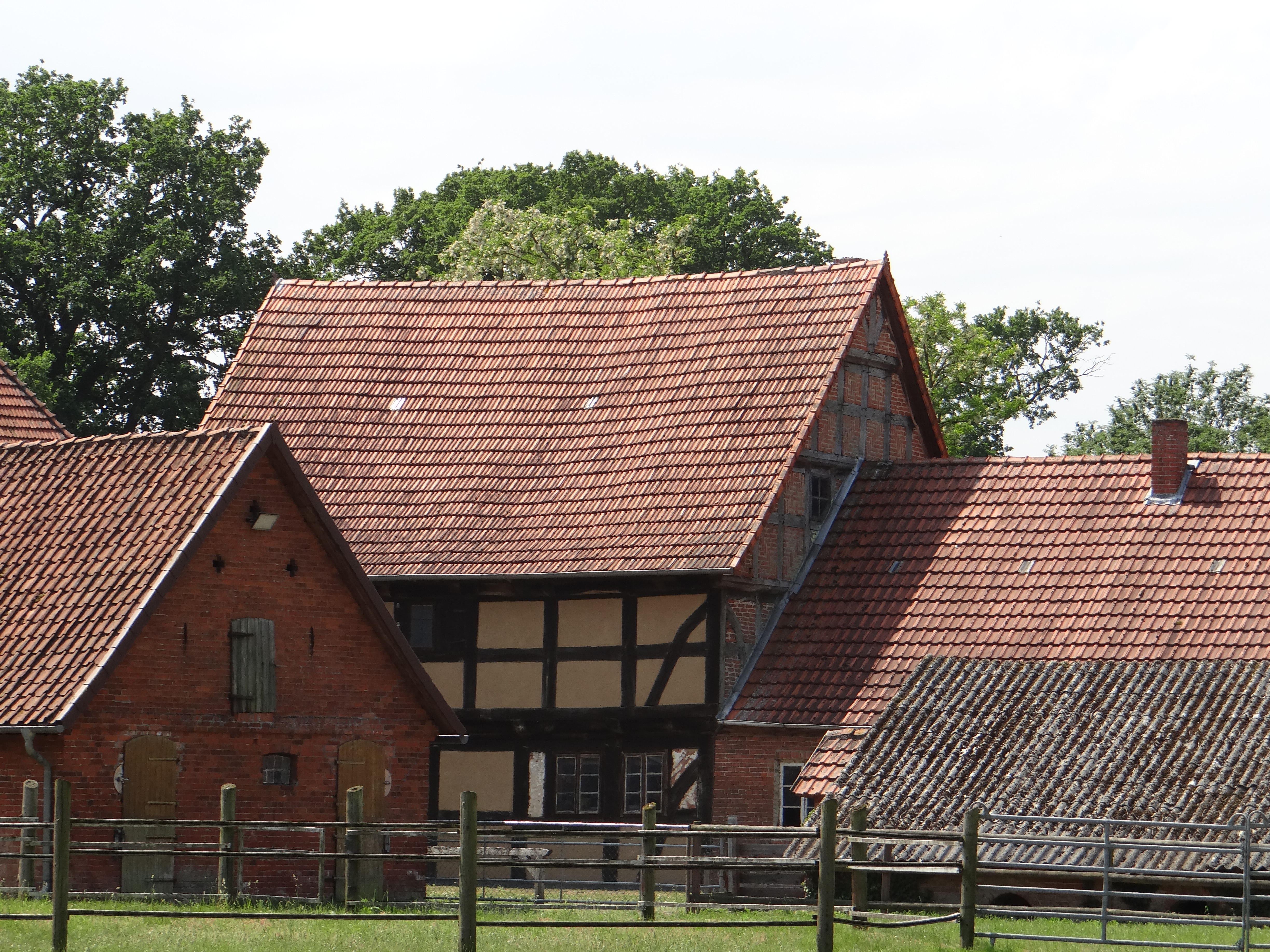
Speicher

Die Hofanlage Mahlen 3 in Eystrup, in der niedersächsischen Samtgemeinde Grafschaft Hoya, stammt vom 17. bis 20. Jahrhundert.
Die Gebäude stehen unter Denkmalschutz (siehe auch Liste der Baudenkmale in Eystrup).

## Geschichte und Beschreibung
Mahlen (früher Molen) wurde erstmals 1025 erwähnt.
Dieser Siebenmeierhof Nr. 3 wurde zunächst belehnt mit dem Meierrecht durch das Stift Bücken, um dieses zu versorgen. Der Stiftsherr wohnte auf dem Hof. Verwaltet wurde der Hof von einem Meier, der dem Propst des Stifts unterstand. Nach der Reformation wurde das Stift Bücken aufgelöst und der Verwalter erwarb den Hof. Freie Eigentümer waren nun u. a. ab 1603 Hinrich und Geiske Meier; der Hof ist seitdem im Eigentum der Familie Meyer, wird aber nicht mehr bewirtschaftet. Er besteht heute (2023) aus
- dem eingeschossigen Stall- und Wirtschaftsgebäude von 1603 (Inschrift) als niederdeutsches Hallenhaus in Fachwerk mit Steinausfachungen und einem ziegelgedeckten Krüppelwalmdach sowie einem massiven verklinkerten Stallanbau mit Satteldach,
- dem zweigeschossigen Speicher in Fachwerk mit Lehmausfachungen und mit Satteldach,
- dem Stall in Fachwerk mit Steinausfachungen sowie mit Längseinfahrt und Walmdach,
- der Scheune in Fachwerk, Giebel mit Uhlenloch sowie Krüppelwalmdach mit Giebelgaube,
- einem weiteren Stall in Fachwerk mit Steinausfachungen sowie mit Längseinfahrt und Krüppelwalmdach,
- und weiteren nicht denkmalgeschützten Anlagen.

Das Niedersächsische Landesamt für Denkmalpflege befand: „… geschichtliche Bedeutung … durch beispielhafte Ausprägung einer Hofanlage, bestehend aus regionaltypischen Wirtschaftsgebäuden mit teils erhaltener Konstruktionsweise in Fachwerk mit Lehmstakung … .“
Die gewachsenen Hofanlagen Mahlen Nr. 2 bis 6 liegen westlich an der Dorfstraße, die von der Kirche Eystrup bis zur Verkehrstrasse Nienburg–Verden führt.
Auch die benachbarten Hofanlage 4 und Hofanlage 5 sind denkmalgeschützt.
In einer Bildergalerie des Heimatvereins werden die Gebäude gezeigt.